# Jo Clifford
Jo Clifford, eredeti nevén John Clifford (Stoke-on-Trent, Anglia, 1949–) transznemű brit drámaíró.
A Losing Venice (Velence elvesztése) című 1985-ös, a spanyol aranykorban játszódó vígjáték szerzője. Charles Dickens Szép remények című regényének legsikeresebb színpadi adaptációját is ő írta.
1968 óta Skóciában él.

## Darabjai
- Ines de Castro – 1989
- Light in the Village – 1991
- Life is a Dream – 1999
- The Gospel According To Jesus, Queen of Heaven (Jézus, a mennyország királynője) – 2009[2]